# Коралловые рифы
Кора́лловые ри́фы — известковые органогенные геологические структуры, образованные колониальными коралловыми полипами (преимущественно мадрепоровыми кораллами) и некоторыми видами водорослей, умеющими извлекать известь из морской воды («биогермы»). Образуются на мелководье в тропических морях. В начале 1980-х годов общая площадь коралловых рифов составляла около 600 тысяч км², к 2000 году она сократилась примерно до 250 тысяч км² (0,07 % площади Мирового океана). Основные массивы рифов расположены в морях Юго-Восточной Азии (45 % мировой площади рифов), около 14 % в Атлантике, 17 % в Индийском океане, 18 % в Тихом и 6 % в Красном море. При глобальном потеплении на 2 °C практически все рифы (> 99 процентов) будут утрачены.
Коралловые рифы лучше всего формируются на глубине до 50 м, в прозрачной воде нормальной солёности температурой не ниже +20 °C, богатой растворенными газами и планктоном. На глубине проникновения солнечных лучей (до 185 м) наблюдается незначительное развитие рифовых кораллов. Холодные течения препятствуют распространению рифов в пределах тропических и субтропических мелководий.
Мелкие коралловые рифы, которые иногда называют «морскими тропическими лесами» или «подводными садами», образуют одну из самых разнообразных экосистем на Земле. Занимая менее 0,1 % поверхности Мирового океана, равную примерно половине площади Франции, они служат домом для по крайней мере 25 % всех морских видов, включая рыб, моллюсков, червей, ракообразных, иглокожих, губок, оболочников и других кишечнополостных. Как это ни парадоксально, коралловые рифы процветают несмотря на то, что они окружены океаническими водами, которые сравнительно бедны питательными веществами. Чаще всего коралловые рифы встречаются на мелководье в тропических водах, но и в прохладных глубинах кораллы также существуют, хотя в существенно меньших масштабах.
Коралловые рифы обеспечивают экосистему для туризма, рыболовства и защиты береговой полосы. Ежегодная глобальная экономическая ценность коралловых рифов оценивается в 29,8—375 млрд $ США. Волноустойчивые рифовые гряды защищают берега от разрушительного действия морских волн и предотвращают эрозию. Однако это очень хрупкие образования, поскольку они чувствительны к условиям окружающей среды, в особенности, температуре. Их существованию угрожают изменение климата, закисление океана, рыбалка с динамитом, отлов рыб для аквариумистики с использованием цианидов, применение солнцезащитных кремов, чрезмерное использование биологических ресурсов, смыв сельскохозяйственных земель, провоцирующий рост водорослей и загрязнение окружающей среды.
Одной из наиболее распространённых и малоизученных проблем коралловых рифов является их обесцвечивание. Повреждённые кораллы выселяют зооксантеллы (симбиотические водоросли), которые придают им яркую окраску. В результате на колониях образуются белёсые участки. Эти участки, однако, не полностью лишены водорослей. В некоторых случаях возможно частичное восстановление или появление новых видов зооксантелл. Установлено, однако, что обесцвеченные колонии не растут и легче разрушаются волновой деятельностью.

## Образование
Большинство коралловых рифов, которые мы наблюдаем сегодня, сформировалось после ледникового периода, когда таяние льдов привело к повышению уровня моря и затоплению континентального шельфа. Это означает, что их возраст не превышает 10 000 лет. Обосновавшись на шельфе, колонии стали расти вверх и достигли поверхности моря. Коралловые рифы встречаются и вдалеке от континентального шельфа вокруг островов и в виде атоллов. Большинство таких островов имеют вулканическое происхождение. Редкие исключения возникли в результате тектонических сдвигов. В 1842 году Чарльз Дарвин в своей первой монографии «Строение и распределение коралловых рифов» сформулировал теорию погружения, объясняющую образование атоллов поднятием и оседанием земной коры под океанами. Согласно этой теории процесс формирования атолла проходит три последовательные стадии. Сначала после затухания вулкана и оседания дна вокруг образовавшегося вулканического острова развивается окаймляющий риф. По мере дальнейшего оседания риф становится барьерным и, наконец, превращается в атолл.
- Согласно теории Дарвина вначале возникает вулканический остров
- По мере оседания дна, вокруг острова формируется окаймляющий риф, зачастую с мелкой промежуточной лагуной
- В ходе оседания окаймляющий риф разрастается и становится крупным барьерным рифом с большой и более глубокой лагуной
- Наконец, остров скрывается под водой, а барьерный риф превращается в атолл, ограждающий открытую лагуну

Согласно теории Дарвина коралловые полипы процветают только в чистых тропических морях тропиков, где вода активно перемешивается, но могут существовать лишь в ограниченном диапазоне глубин, начиная чуть ниже отлива. Там, где позволяет уровень нижележащей земли, вокруг побережья растут кораллы, формирующие береговые рифы, которые в конечном итоге могут стать барьерным рифом.
Дарвин предсказал, что под каждой лагуной должно скрываться каменное основание, представляющее собой остатки первичного вулкана. Последующее бурение подтвердило его гипотезы. В 1840 году на атолле Хао (острова Туамоту) с помощью примитивного бура на глубине 14 м были обнаружены исключительно кораллы. В 1896—1898 годах при попытке пробурить скважину до основания атолла Фунафути (острова Тувалу) бур опустился на глубину 340 м в однородной толще коралловых известняков. Скважина глубиной 432 м на поднятом атолле Кито-Даито-Сима (острова Рюкю) также не достигла коренных пород атолла. В 1947 году на Бикини была пробурена скважина глубиной 779 м, достигшая раннемиоценовых отложений, возрастом около 25 миллионов лет. В 1951 году две скважины глубиной 1266 и 1389 м на атолле Эниветок (Маршалловы острова) прошли эоценовые известняки возрастом около 50 миллионов лет и достигли коренных базальтов, имеющих вулканическое происхождение. Эти находки свидетельствуют о вулканическом генезисе основания атолла.
Там, где дно поднимается, береговые рифы могут расти по всему побережью, но, поднявшись над уровнем моря кораллы умирают и становятся известняком. Если земля оседает медленно, скорость роста окаймляющих рифов поверх старых, мёртвых кораллов оказывается достаточной для образования барьерного рифа, окружающего лагуну между кораллами и землёй. Дальнейшее опускание дна океана приводит к тому, что остров полностью скрывается под водой, а на поверхности остаётся лишь рифовое кольцо — атолл. Барьерные рифы и атоллы не всегда образуют замкнутое кольцо, иногда штормы разбивают стены. Быстрый подъём уровня моря и оседание дна могут подавить рост кораллов, тогда коралловые полипы умрут и риф погибнет. Кораллы, живущие в симбиозе с зооксантеллами, могут погибнуть из-за того, что на глубину перестанет проникать достаточно света для фотосинтеза их симбионтов.
Если дно моря под атоллом поднимется, возникнет островной атолл. Кольцевой барьерный риф станет островом с несколькими мелкими проходами. При дальнейшем подъёме дна проходы пересохнут и лагуна превратится в реликтовое озеро.
Скорость роста кораллов зависит от вида и колеблется от нескольких миллиметров до 10 см в год, хотя при благоприятных условиях она может достигать 25 см (акропоры).
Первые кораллы на Земле появились около 450 миллионов лет назад. Вымершие ныне табуляты вместе с строматопоридными губками создали основу рифовых построек. Позднее (416 ~ 416—359 миллионов лет назад) появились четырёхлучевые кораллы ругозы, площадь рифов достигла сотен квадратных километров. 246—229 миллионов лет назад возникли первые кораллы, живущие в симбиозе с водорослями, а в кайнозойскую эру (около 50 миллионов лет назад) появились мадрепоровые кораллы, существующие и ныне.
За время существования кораллов климат менялся, повышался и понижался уровень Мирового океана. Последнее сильное понижение уровня океана произошло 25—16 тысяч лет назад. Около 16 тысяч лет назад таяние ледников привело к повышению уровня океана, который достиг современного около 6 тысяч лет назад.

## Условия формирования
Для возникновения кораллового биоценоза необходимо сочетание ряда условий, связанных с температурой, солёностью, освещённостью и рядом других абиотических факторов. Герматипные кораллы отличаются высокой стенобионтностью (неспособностью выносить значительные отклонения от оптимальных условий). Оптимальная глубина для роста коралловых рифов составляет 10—20 метров. Ограничение глубины обусловлено не давлением, а падением освещённости.
- Температура

Все герматипные кораллы теплолюбивы. Основная масса коралловых рифов располагается в зоне, где температура самого холодного месяца в году не опускается ниже +18 °C. Однако половое размножение при этой температуре невозможно, а вегетативное замедляется. Как правило, падение температуры ниже +18 °C вызывает гибель рифообразующих кораллов. Возникновение новых колоний ограничено теми районами, где температура не падает ниже +20,5 °C, видимо это нижний температурный предел для овогенеза и сперматогенеза у герматипных кораллов. Верхний предел существования превышает +30 °C. При дневных отливах в мелких лагунах приэкваториальных районов, где наблюдается наибольшее разнообразие форм и густота разрастания кораллов, температура воды может достигать +35 °C. Температура в пределах рифообразующих организмов круглый год остаётся стабильной, годовые колебания у экватора составляют 1—2 °C, а в тропиках не превышают 6 °C.
- Солёность воды

Средняя солёность на поверхности Мирового океана в тропической зоне составляет около 35,18 ‰. Нижний предел солёности, при котором возможно образование коралловых рифов составляет 30—31 ‰. Этим объясняется отсутствие мадрепоровых кораллов в эстуариях крупных рек. Отсутствие кораллов вдоль атлантического побережья Южной Америки объясняется именно опреснением морской воды за счёт Амазонки. Однако в 2016 году было объявлено об открытии именно обширной рифовой системы в устье Амазонки. На солёность поверхностных вод, помимо материкового стока оказывают влияние осадки. Иногда продолжительные ливни, понижающие солёность воды, могут стать причиной массовой гибели полипов. Спектр солёности, пригодный для жизни коралловых рифов достаточно широк: разнообразные кораллы широко распространены как в небольших внутренних морях с пониженной солёностью (30—31 ‰), омывающих Зондский и Филиппинский архипелаги (Целебесское, Яванское, Банда, Бали, Флорес, Сулу) и в Южно-Китайском море, так и в Красном море, где солёность достигает 40 ‰.
- Солнечный свет

Большинству рифообразующих организмов для жизни необходим солнечный свет. Физиологические и биохимические процессы, в ходе которых происходит извлечение из морской воды извести и формирование скелета герматипных кораллов, связаны с фотосинтезом и успешнее протекают на свету. В их тканях присутствуют одноклеточные водоросли симбионты симбиодиниумы, выполняющие функции фотосинтезирующих органов. В ареале коралловых рифом продолжительность дня в течение года изменяется несущественно: день почти равен ночи, сумерки короткие. В районе экватора большую часть года ясно, в тропиках количество пасмурных дней не более 70. Суммарная солнечная радиация здесь составляет не менее 140 килокалорий на 1 см² в год. Вероятно, кораллы нуждаются в прямых солнечных лучах: на затенённых участках рифа их поселения разрежены. Колонии не располагаются вертикально друг над другом, а распределены по горизонтали. Некоторые виды кораллов, не участвующие в процессе фотосинтеза, подобно ярко-красным тубастреям и фиолетовым гидрокораллам дистихопорам, не являются основой рифа. По мере увеличения глубины освещённость быстро падает. Наибольшая плотность коралловых поселений наблюдается в диапазоне 15—25 м.
- Турбулентность

В тропиках растворимость газов в воде в 1,5—2 раза ниже, чем в полярной области. Содержание кислорода в морской воде в районе экватора составляет 4,5—5 мл/л, а в пределах тропической зоны не более 6 мл/л. Фитопланктон здесь плохо развит, поэтому вода на поверхности не обогащается кислородом за счёт фотосинтеза. Особенно остро кислородное голодание наблюдается в лагунах. На поверхности кораллов в изобилии растут кораллиновые водоросли, формирующие прочную известковую корку. Водорослей больше всего в местах, где волновое воздействие наиболее сильное, а вода максимально насыщена растворёнными газами. Кораллы и водоросли лучше всего растут по краям рифа и на его внешних склонах. Наиболее мощное разрастание герматипных кораллов наблюдается на верхнем крае прибойной стороны. Свежая чистая вода, насыщенная кислородом и богатая планктоном обеспечивает дыхание и питание полипов.
- Субстрат

Большинство рифов образуется на неподвижной основе. На отдельных камнях и известковых глыбах кораллы не развиваются. Кораллы, обитающие на гребнях с высокой турбулентностью не выносят заиления. Тогда как на окаймляющих рифах в зоне между гребнем и берегом имеются участки с илистым дном, где развивается собственная фауна кораллов. На рыхлом субстрате растут крупные грибовидные кораллы, широкое основание которых не даёт им погрузиться в ил. Ряд ветвистых кораллов (акропора Куелча, псаммокора, черноватый порит) поселяясь в заиленных лагунах укореняются с помощью выростов. На песчаных грунтах кораллы не образуют поселений, поскольку пески подвижны.

## Классификация
По современному отношению к уровню моря рифы делятся на:
1) уровенные, достигающие вершинной поверхностью приливно-отливной зоны или зрелые, достигшие максимальной возможной высоты для существования рифостроителей (герматипов) при данном уровне моря;
2) поднятые — расположенный выше, в его структуре чётко определены герматипные кораллы выше верхнего предела их существования;
3) погружённые — либо мёртвые, вследствие тектонического опускания погрузившиеся на глубину, где не могут существовать рифостроящие организмы, либо живые, расположенные ниже уреза воды, с вершиной, не обсыхающей во время отлива.
По отношению к береговой линии рифы разделяют на:
- окаймляющие или береговые рифы
- барьерные рифы
- атоллы
- внутрилагунные рифы — патч-рифы, пиннэкл-рифы и коралловые холмы. Изолированные постройки, которые возвышаются над дном в виде холмов и гряд. Их образуют быстрорастущие колонии кораллов Acropora, Stylophora, Pontes и др. Внутрилагунные ветвистые колонии обладают более тонкими и легко обламывающимися ветвями по сравнению аналогичными кораллами, обитающими вне лагуны. Между отмершими ветвями быстро поселяются моллюски, иглокожие, полихеты, поверхность обрастает корками известковых водорослей. Расщелины и ниши служат убежищем для рыб[35].

## Зоны
Экосистема кораллового рифа делится на зоны, которые представляют разные типы среды обитания. Обычно выделяют несколько зон: лагуна, риф-флет, внутренний склон и внешний риф (риф-рок). Все зоны экологически взаимосвязаны. Жизнь на рифе и океанические процессы создают возможности для постоянного перемешивания воды, осадков, питательных веществ и организмов.
Внешний склон обращён в сторону открытого моря, сложен коралловым известняком, покрыт живыми кораллами и водорослями. Обычно состоит из наклонной платформы в нижней части и верхней зоны отрогов и ложбин или шпор и каналов. Внешний склон увенчивает гребень, возвышающийся над уровнем моря, а за ним тянется сравнительно плоская известковая равнина — риф-флет. Гребень — место наиболее активного роста кораллов. Риф-флет делится на внешнюю, внутреннюю и зону глыбовой аккумуляции или рампарт (сплошной вал сцементированных глыб с промоинами). Внутренний склон рифа переходит в дно лагуна, где накапливается коралловый и халимедный песок и ил и образуются внутрилагунные рифы.

## Биология
Живые кораллы представляют собой колонии полипов с известковым скелетом. Обычно это крошечные организмы, однако некоторые виды достигают 30 см в поперечнике. Колония кораллов состоит из многочисленных полипов, соединённых с общим телом колонии нижними концами. У колониальных полипов подошвы нет.
Рифообразующие полипы живут исключительно в эвфотической зоне на глубине до 50 м. Сами полипы не способны к фотосинтезу, однако они живут в симбиозе с водорослями симбиодиниумами. Эти водоросли обитают в тканях полипа и производят органические питательные вещества. Благодаря симбиозу кораллы растут гораздо быстрее в прозрачной воде, куда проникает больше света. Без водорослей рост был бы слишком медленным, чтобы могли образоваться крупные коралловые рифы. До 90 % питания кораллы получают за счёт симбиоза. Кроме того, считается, что кислорода, содержащегося в омывающих Большой Барьерный риф водах, недостаточно для дыхания полипов, поэтому без водорослей, вырабатывающих кислород, большая часть кораллов погибла бы от нехватки кислорода. Продукция фотосинтеза на коралловых рифах достигает 5—20 г/см² в сутки, что почти в 2 раза выше объёма первичной продукции фитопланктона в окружающих водах.
Рифы растут за счёт отложения известковых скелетов полипов. Волны и животные, питающиеся полипами (губки, рыбы-попугаи, морские ежи), разрушают известковую структуру рифа, которая осаждается вокруг рифа и на дне лагуны в виде песка. Многие другие организмы рифового биоценоза вносят свой вклад в отложение карбоната кальция таким же образом. Кораллиновые водоросли укрепляют кораллы, образуя на поверхности известковую корку.

### Разновидности кораллов
В целом твёрдые кораллы, образующие риф, можно разделить на ветвистые хрупкие (мадрепоровые) и массивные, скалистые (мозговые и мендриновые кораллы). Ветвистые кораллы, как правило, встречаются на мелком и ровном дне. Они бывают окрашены в голубой, бледно-лиловый, пурпурный, красный, розовый, светло-зелёный и жёлтый цвет. Иногда верхушки имеют контрастную окраску, например, зелёные ветви с лиловыми верхушками.
Мозговые кораллы могут достигать более 4 метров в диаметре. Они живут на большей глубине по сравнению с ветвистыми. Поверхность мозговых кораллов покрыта извилистыми щелями. В окраске преобладает коричневый цвет, иногда в сочетании с зелёным. Плотные пориты образуют подобие чаши, основание которой состоит из мёртвых кораллов, а живые расположены по краям. Края растут, всё больше увеличивая диаметр чаши, который может достигать 8 м. Живые поритовые колонии окрашены в бледно-лиловый цвет, щупальца полипов зеленовато-серые.

На дне заливов иногда попадаются отдельные грибовидные кораллы. Их нижняя плоская часть плотно прилегает ко дну, а верхняя состоит из вертикальных пластин, сходящихся в центре круга. Грибовидный коралл в отличие от ветвистых и массивных твёрдых кораллов, представляющих собой колонии, является самостоятельным живым организмом. В каждом таком коралле живёт только один полип, щупальца которого достигать длины 7,5 см. Грибовидные кораллы окрашены в зеленоватые и коричневатые цвета. Окраска сохраняется, даже когда полип втягивает щупальца.
- Мозговые кораллы
- Acropora cervicornis
- Поритовый коралл
- Грибовидный коралл
- Meandrina meandrites
- Чёрные кораллы

## Биоразнообразие
Основу биоценоза подавляющего большинства коралловых рифов составляют шестилучевые мадрепоровые кораллы(Acroporidae, Рoritidae, Pocilloporidae, Faviidae и др), восьмилучевые кораллы (Tubiporidae, Helioporidae), гидрокораллы Milliporidae и водоросли Lithophyllum, Corallina, Porolithon. Рифы, на которых преобладают водоросли, губки и мягкие кораллы, находятся в стадии развития.
Коралловые рифы образуют одну из важнейших экосистем Мирового океана. Для них характерна чрезвычайно высокая продуктивность. Автотрофная фотосинтетическая продукция экосистемы рифа колеблется в пределах 50—300 г сырой биомассы на 1 м2в сутки. В отличие от других высокопродуктивных сообществ океана у рифовой экосистемы она остаётся неизменной круглый год. Трёхмерная пространственная структура рифов обеспечивает высокую первичную продукцию, которая в свою очередь снабжает энергией плотные сообщества гетеротрофов (бентоса, зоопланктона и рыб). В зоне коралловых рифов концентрируется до 9 % общих мировых запасов рыбы. Кроме того, она служит местом нереста и созревания молоди многих пелагических рыб.
Окаймляющие рифы, расположенные ниже уровня отлива, получают выгоду от взаимодействия с мангровыми зарослями выше отлива и зарослями морской травы в промежуточной зоне. Рифы защищают мангры и водоросли от сильного приливного течения и волн, которые могут размыть почву, в которой они укоренены, а последние в свою очередь предотвращают заиливание, обильный пресный водосток и загрязнение. Многие обитатели кораллового рифа питаются водорослями и находят на рифе укрытие и условия для размножения.
На рифе живут разнообразные рыбы, морские птицы, губки, стрекающие кишечнополостные, черви, ракообразные, моллюски, иглокожие, асцидии, морские черепахи и змеи. За исключением человека и дельфинов, млекопитающие редко посещают рифы. Рифовая биомасса находится в прямой зависимости от биоразнообразия.
Ночные и дневные обитатели рифа сильно отличаются друг от друга: одни и те же укрытия могут регулярно расселяться различными видами в разное время суток.

## Значение для человека
Некоторые обитатели коралловых рифов снабжают человека ценнейшими лекарствами. Так, вытяжка из асцидий широко применяется в борьбе с вирусными инфекциями, а из вещества, защищающего полипы от солнца, изготавливают препарат для лечения рака кожи.
Коралловые рифы Красного моря, Карибского бассейна и северо-восточного побережья Австралии давно стали туристической меккой и источником заработка для местного населения.